# صنيد الشرقي (العدين)
صنيد الشرقي هي إحدى قرى عزلة صنيد الشرقي بمديرية العدين التابعة لمحافظة إب، بلغ تعداد سكانها 1296 نسمة حسب تعداد اليمن لعام 2004.